# Oddział dzienny
Oddział dzienny – forma leczenia szpitalnego polegająca na przebywaniu chorego człowieka na oddziale leczniczym tylko w dzień, w godzinach przedpołudniowych. Po tym czasie pacjent powraca do domu aby ponownie (jeżeli zachodzi taka potrzeba) na drugi dzień powrócić na oddział w celu dalszego leczenia.
W tym czasie bierze on udział w różnego typu terapii zajęciowej oraz jest poddawany różnym zabiegom leczniczym. Najczęściej metoda ta jest stosowana w psychiatrii przy leczeniu różnych nerwic, w wyniku uzależnień lekowych  czy zaburzeń osobowości.
Metoda ta jest również skuteczną metodą leczenia na innych oddziałach, np. na pediatrii lub w okulistyce.